# 軒尼詩x歐陽靖免費Rap Mixtape 2009
《軒尼詩x歐陽靖免費Rap Mixtape 2009》是香港美籍華裔歌手歐陽靖(MC Jin)的唱片。
該唱片由名酒品牌軒尼詩公司發行，共收錄12首單曲，歐陽靖分別在香港銅鑼灣時代廣場、崇光百貨、中環蘭桂坊、天星碼頭、尖沙咀天星碼頭及旺角西洋菜街向途人派發。

## 曲目
- 《軒尼詩x歐陽靖免費Rap Mixtape 2009》

發行日期：2009年1月21日
1. 新年快樂 Happy New Year
2. 免費 Rap
3. 早晨 Good Morning
4. 想影相
5. 靚仔靚女
6. 留口訊
7. 四圍 Rap
8. 係又 Yo 唔係又 Yo